# Wijnbouw op de Canarische Eilanden

De archipel Canarische Eilanden.

Wijnbouw op de Canarische Eilanden maakt onderdeel uit van de wijnbouw in Spanje. In de Moderne Tijd vindt op alle zeven grote eilanden van de Canarische eilandengroep wijnbouw plaats. De meeste wijn komt van Tenerife.

## Geschiedenis
De Portugees Fernando de Castro plantte in 1497 de eerste wijnstokken op Tenerife. Hij vermoedde dat de vruchtbare vulkanische bodem er geschikt voor zou zijn. Die eeuw daarop zouden de wijnen van dit eiland al worden geëxporteerd naar het Europese vasteland. Wijnen waarnaar William Shakespeare – en later ook door Walter Scott – in hun werken verwezen.
Eerder werd op de archipel suikerriet verbouwd, maar nadat begin 17e eeuw de suikerindustrie door de concurrentie uit de Caraïben inzakte, ontwikkelde de wijnbouw. Door handel met Engeland groeiden de Canarische eilanden uit tot een belangrijke wijnregio. De zogenoemde “Canary Sack” (Er waren in die tijd overigens meerdere soorten "Sack" uit verschillende streken), was een vooral zoete versterkte wijn. Personage Falstaff – uit Shakespeare's Henry IV – kreeg de bijnaam "Sir John Canaries" omdat hij er zo verzot op was.
Na deze bloeiperiode van Canarische wijnen kreeg men in de tweede helft van die eeuw concurrentie van Madeira, Port en Málaga. Met de Spaanse Successieoorlog die duurde van 1701 tot 1713 nam  de wijnhandel met Groot-Brittannië af.
Door een plaag van sprinkhanen in het jaar 1685 en 1687 werden de wijngaarden verwoest. Midden 19e eeuw werd de plantenziekte meeldauw hun lot. Door de geïsoleerde ligging zijn de Canarische eilanden eind 19e eeuw van de druifluis gevrijwaard gebleven. De Europese druivenstokken staan daarom op hun eigen onderstam en niet – zoals elders in Europa – geënt op de Amerikaanse.

## Wijngaarden en druiven
De wijngaarden liggen op droge, zurige vulkanische grond, variërend op een hoogte van meest tussen de 100 en 1.000 meter. De druivenstokken staan onder invloed van sterke oceaanwinden. Het klimaat is enigszins mild, maar temperaturen kunnen tussen dag en nacht toch 10 tot 12 graden schommelen.
Er is op de diverse eilanden een grote verscheidenheid in microklimaat. Hierdoor kan één en dezelfde druivensoort op meerdere plekken heel verschillende wijnen opleveren.
De oppervlakten aan wijngaarden waren in 2011:
| Tenerife                   | 7603 ha  |
| La Palma                   | 1273 ha  |
| Lanzarote                  | 755 ha   |
| Gran Canaria               | 437 ha   |
| La Gomera                  | 304 ha   |
| El Hierro                  | 220 ha   |
| Fuerteventura              | 129 ha   |
| Canarische eilanden Totaal | 10721 ha |

Verbouwde witte druivensoorten zijn onder andere: Listan Blanco (Palomino), Gual (Albillo), Verdelho, Malvasia, Marmajuelo, Moscatel en Pedro Ximénez.
Blauwe druivensoorten: Vijariego Negro, Listan Negro (blauwe Palomino), Baboso Negro, Tintilla (Grenache), Cabernet Sauvignon, Tempranillo, Merlot, Syrah, Castellana Negro, Malvasia Rosada, Pinot Noir.
De wijnen op de afzonderlijke eilanden hebben ieder een eigen plek in de Spaanse wijnwetgeving. Zes van de zeven eilanden hebben de status Denominación de Origen (D.O.) – een beschermde oorsprongsbenaming voor onder meer wijn – toegekend gekregen. De eilanden exporteren slechts een klein percentage van hun wijnen. De meeste wijn wordt door de plaatselijke bevolking en toeristen gedronken. Ook wordt er wijn geïmporteerd; voornamelijk wijn van het vasteland Spanje.

## Wijnbouw

### Tenerife

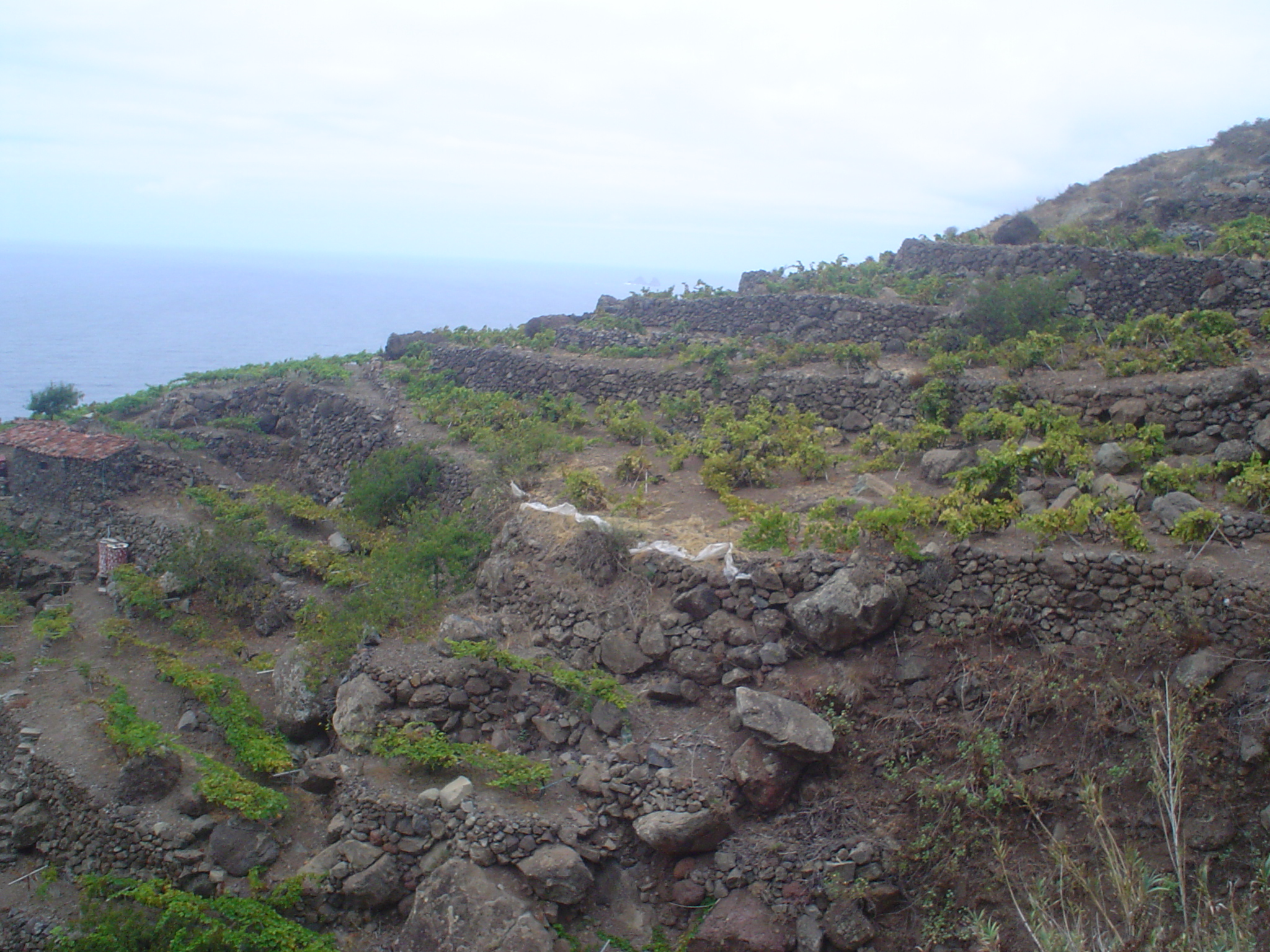
Wijngaard op Tenerife tegen een rotsige helling

Van de eerste aanplant van druivenstokken in 1497 tot de 20e eeuw, heeft Tenerife meerdere economische pieken en dalen in de wijnhandel en wijnbouw meegemaakt. De Malmsey-wijn was in de 16e eeuw gewaardeerd op het vasteland van Europa. In 1706 werd de haven van Garachico verwoest door een vulkaanuitbarsting, waarmee de wijnhandel enige tijd kwam stil te liggen.
De geschiedenis vermeldt verder nog dat in 1797 Horatio Nelson de stad Santa Cruz de Tenerife aanviel in een poging om de eilanden te veroveren. In die strijd verloor hij zijn arm. Vervolgens zou de gouverneur van Santa Cruz de admiraal een glas lokale wijn aangeboden hebben.
De eerste oorsprongsbenaming D.O. werd in 1985 aan Tacoronte-Acentejo-wijnen toegekend. Deze erkenning was een economische impuls voor het eiland. Kort daarna zijn er nog vier D.O.’s bijgekomen. Er zijn op Tenerife meer dan honderd afzonderlijke wijngaarden die hierop aanspraak maken. De vijf  Denominaciones de Origen zijn:
- Abona D.O.
- Valle de Güímar D.O.
- Tacoronto – Acentejo D.O.
- Valle de La Orotava D.O.
- Ycoden – Daute – Isora D.O.

### La Palma

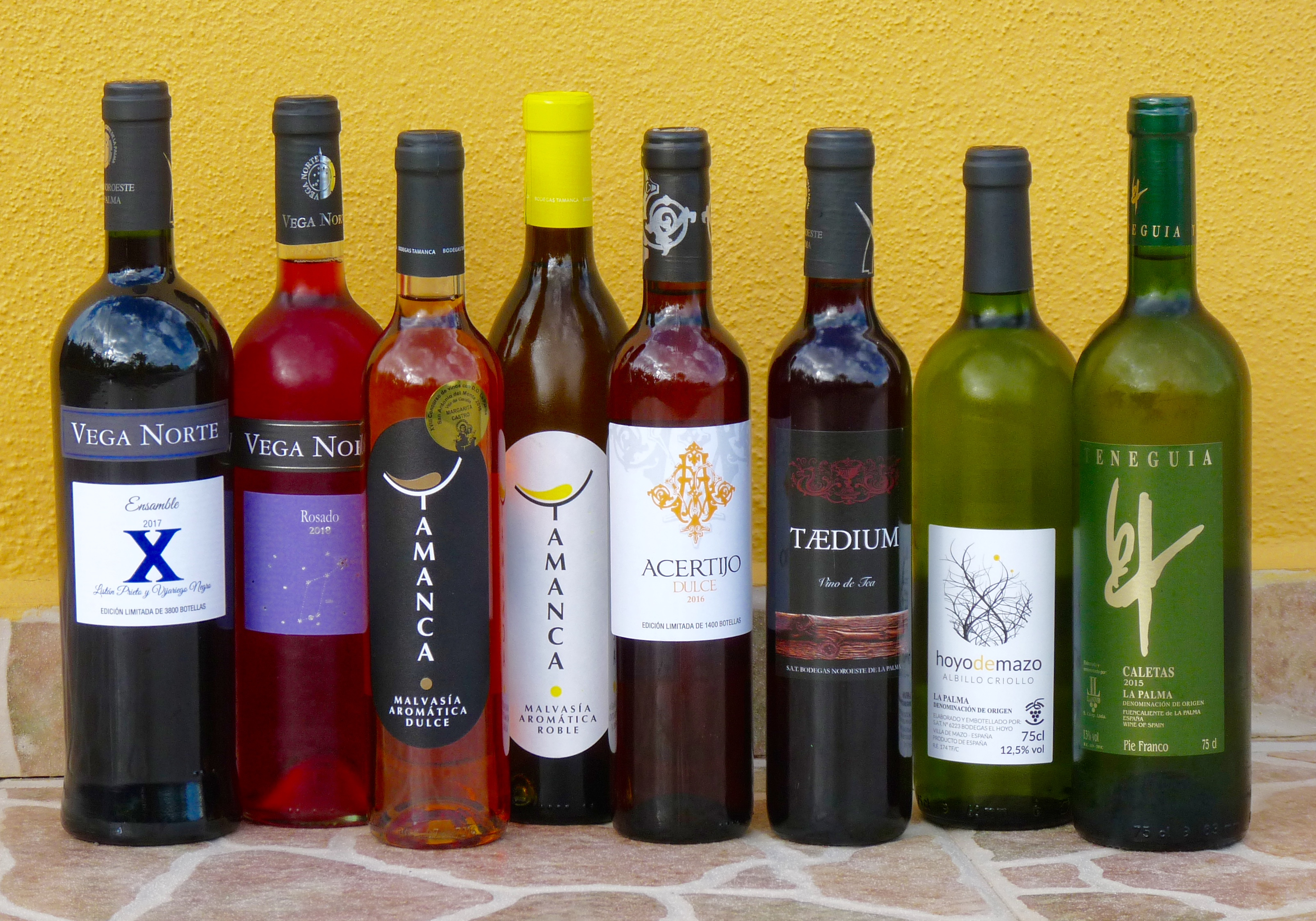
Enkele flessen wijn van het eiland La Palma

Rond 1550 begon op La Palma de bloeiperiode van de wijnbouw. Vanaf 1553 nemen overvallen van zeerovers toe; de Fransman François Le Clerc overviel de hoofdstad en legde haar in de as. In 1585 probeerden Engelse piraten tevergeefs de hoofdstad van La Palma te bezetten.
Omdat La Palma gunstig op de handelsroute tussen Europa en Zuid-Amerika ligt, werd het een welvarend eiland. Wijn werd geëxporteerd naar vooral Nederland, Frankrijk en Groot-Brittannië. Toen de Engelsen eind 19e eeuw meer invloed kregen, moesten veel gewassen – waaronder wijnstokken – wijken voor bananenplantages. Vanaf midden 20e eeuw worden er weer meer wijngaarden aangelegd. De hoogteligging varieert tussen de 200 en 1300 meter.
In 1995 is het hele eiland aangewezen als wijnbouwgebied met de “Denominacion de Origine” aanduiding voor herkomstgarantie. De D.O. La Palma. Daarbinnen zijn er drie subregio’s:
- Fuencaliente-Las Manchas, rond Fuencaliente in het zuiden. Op de flanken van de vulkaan Teneguía zijn de wijngaarden op de lava-as aangelegd.
- Hoyo de Mazo, rond Villa de Mazo in het middenoosten.
- Norte de la Palma, in het noordelijk deel van het eiland.

Op het eiland wordt traditionele kwaliteitsdessertwijn gemaakt van de Malvasia-druif. Deze zowel lokaal als internationaal gewaardeerde wijn wint vaak prijzen op concoursen. Ook worden er droge kwaliteitswijnen gemaakt van deze druif.
Het noordwestelijke deel van het eiland rondom de Caldera de Taburiente, kent de van de Tinta Negra-druiven gemaakte “vino de la tea”. Deze worden gerijpt in vaten van pijnbomenhout, en ontwikkelen zo een zware harsachtige wijn.

### Lanzarote

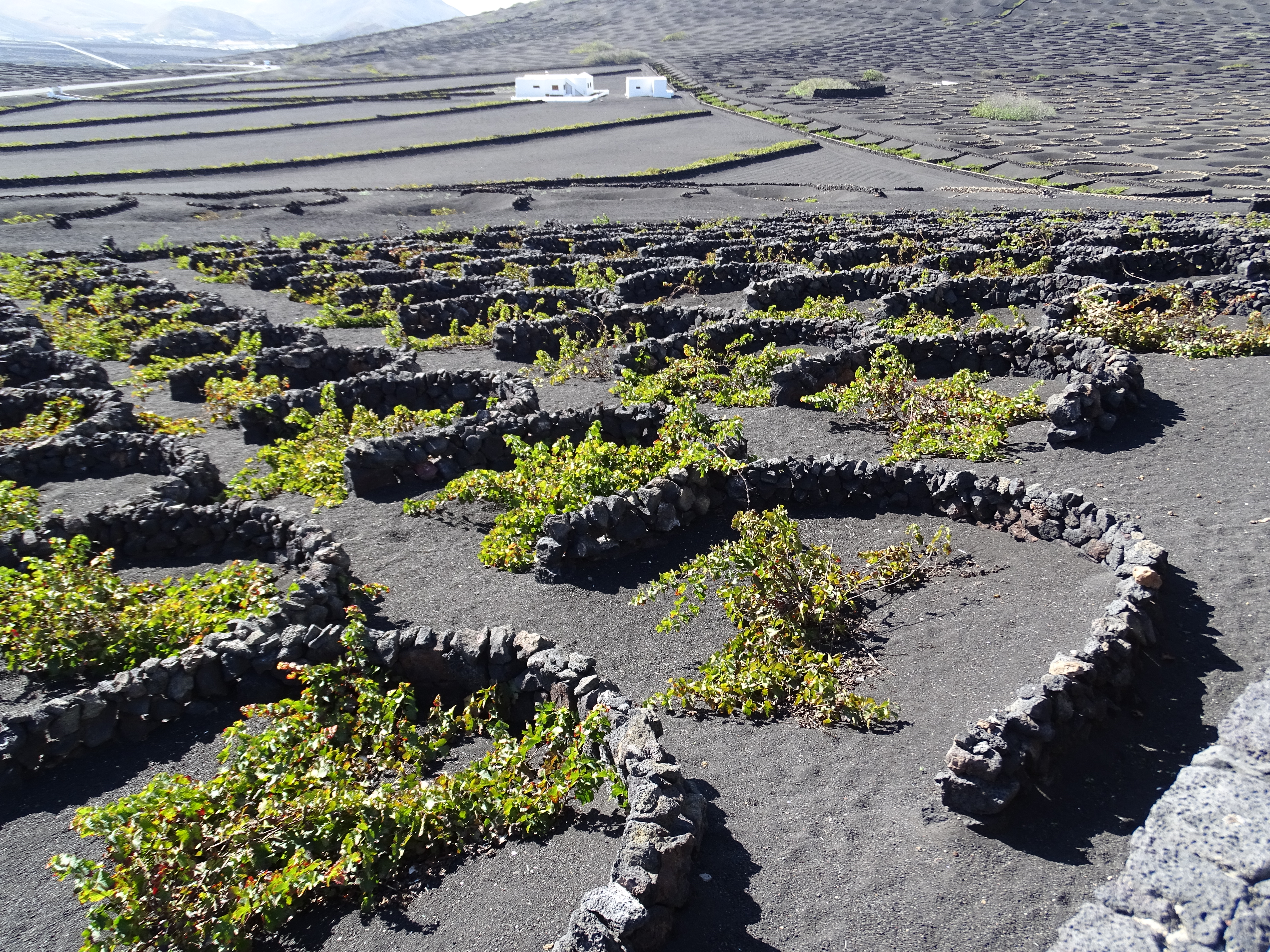
La Geria. Wijngaard met muurtjes van lavasteen als bescherming tegen de wind.

Vanaf begin 17e eeuw wordt op Lanzarote aan wijnbouw gedaan. Vooral het wijnbouwgebied "La Geria" heeft een bijzondere aanblik en komt er veel wijn vandaan.
Sinds 1994 heeft het eiland de status D.O. Lanzarote. De subzones die hier binnenvallen zijn:
- La Geria. Hier worden de wijnstokken in (al dan niet) diepe kuilen – de zogenoemde “hoyos” – gepland. Deze worden vervolgens in een diameter twee meter afstand beschermd tegen de wind met lava-stenen muurtjes in de vorm van een halve maan – de zogenoemde “abrigos”.
- Tinajo. Hier worden de druivenstokken in greppels geplant en beschermd door muurtjes van 60 cm hoog.
- Norte Haría-Yé. Hier past men het “Chaboco”-systeem toe. De wijnstokken staan in wit zand – de “Jable” – dat zo’n 20 cm onder de vulkanische bovenlaag ligt.

Het wijngaardareaal op het eiland groeit sterk aan. Ongeveer een kwart van de druiven is blauw en driekwart wit. De malvasia-druiven vertegenwoordigen daarbij 40% van de daar gemaakte witte wijn.

### Gran Canaria

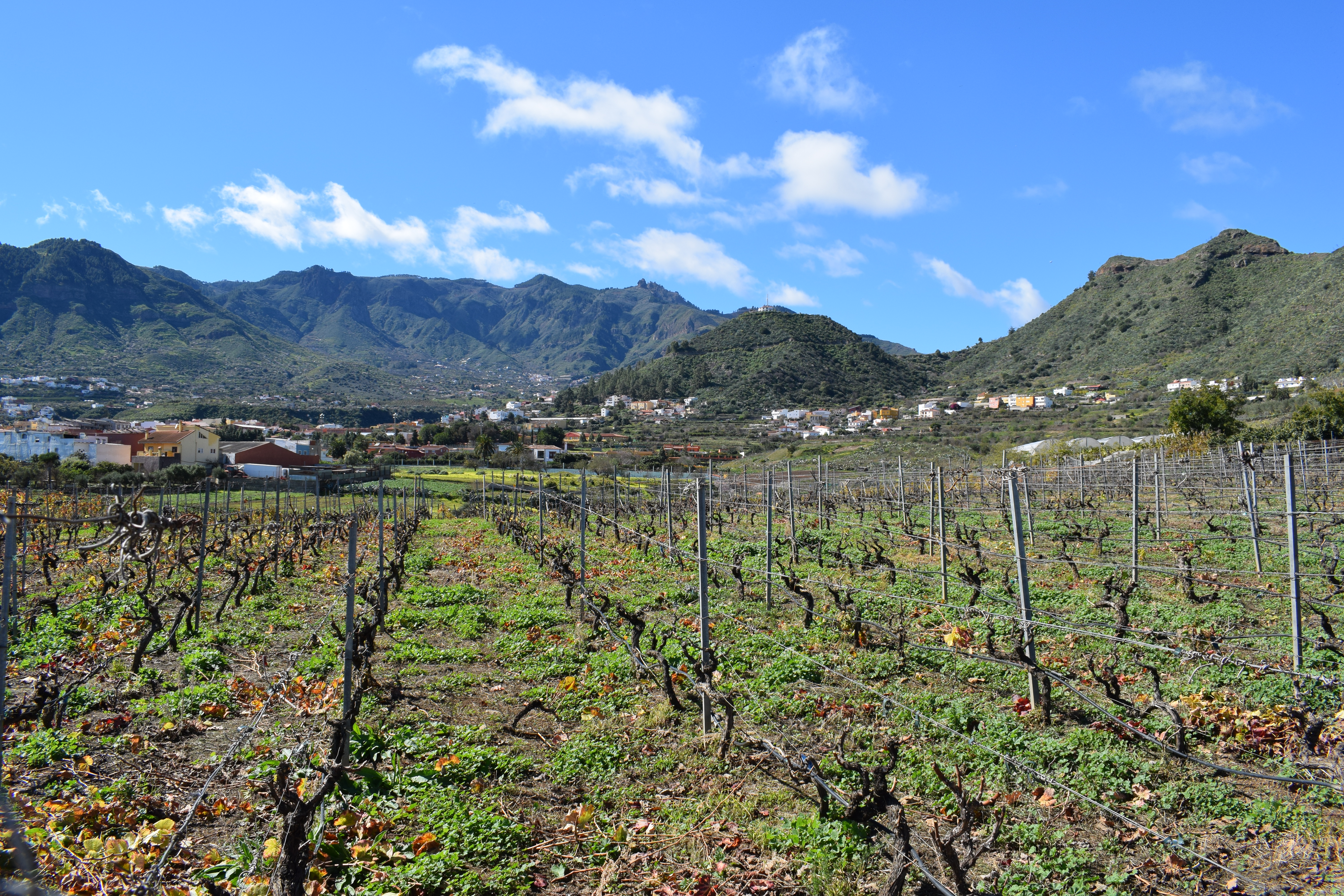
Een wijngaard op Gran Canaria

De wijnbouw op Gran Canaria begon in de 16e eeuw. In een dode vulkaan startte toen de koopman Daniel Van Damme een wijngaard. Naar hem zou de naam "Pico de Bandama" zijn afgeleid. (In het Spaans wordt de "V" in de naam uitgesproken als een "B") Vanaf de 17e eeuw werd de wijnbouw op het eiland een belangrijke economische factor. Dit duurde tot de 19e eeuw, toen druivenziekten toesloegen.
Aan wijngaarden resteert er in 2011 nog maar zo’n 500 hectare. In het noordoosten van Gran Canaria – tussen de hoofdstad Las Palmas de Gran Canaria en Santa Brígida, op de flanken van de Bandama-krater – liggen de meeste wijngaarden. Gran Canaria heeft de D.O. Gran Canaria.

### La Gomera

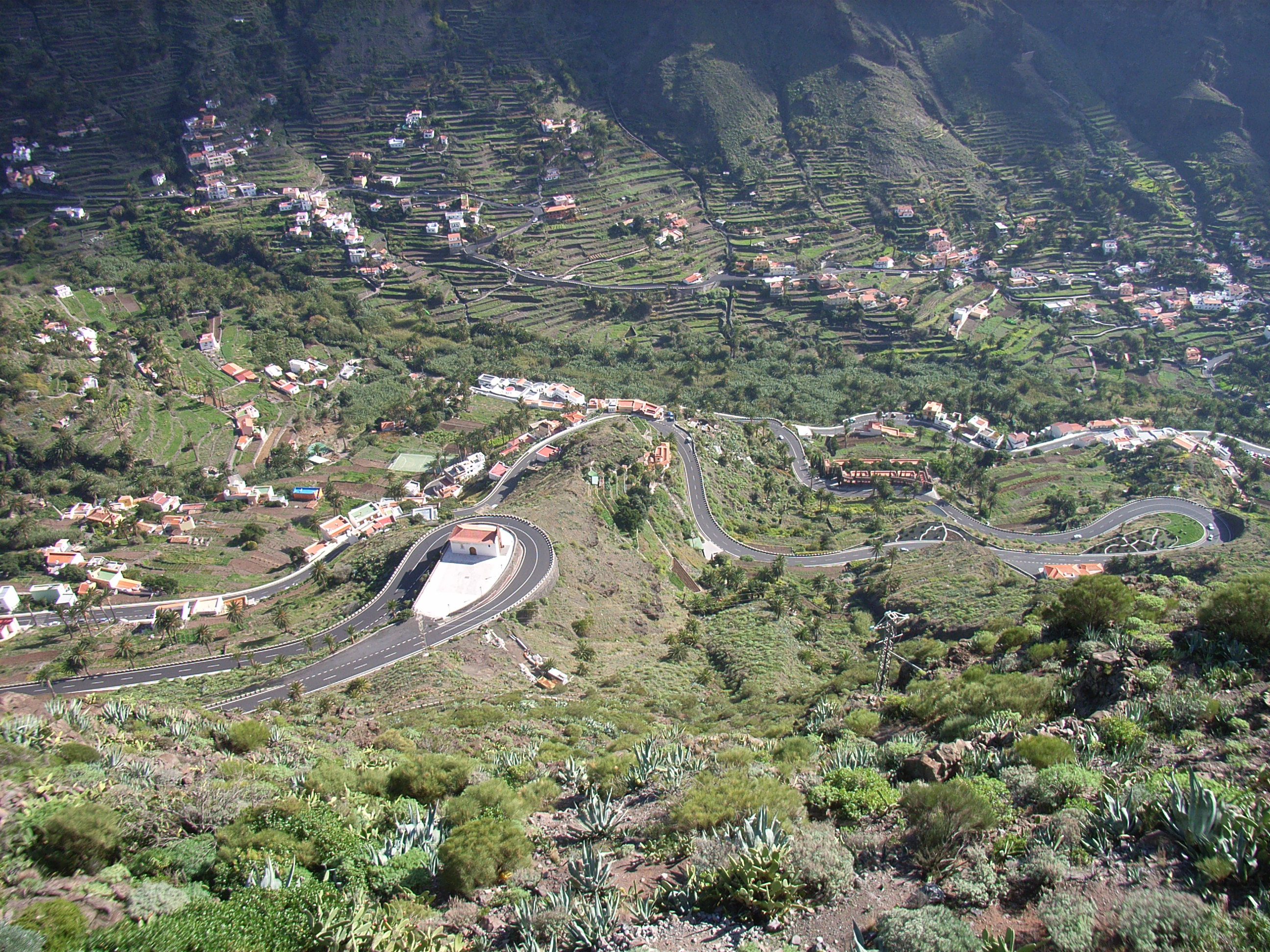
Terrassencultuur op La Gomera, waaronder enige wijnbouw

Na een monocultuur van suikerriet stapte men op La Gomera in de 17e eeuw over op de productie van wijn. Vanaf de 18e eeuw nam de wijnproductie – en daarmee ook de export – steeds verder af. Overigens heeft de wijn van La Gomera de kwaliteit van de buureilanden Tenerife, La Palma en Gran Canaria destijds niet kunnen bereiken.
De wijngaarden liggen in het noorden van het eiland bij het plaatsje Vallehermoso. La Gomera kent sinds eind 20e eeuw naast de Vino de la Tierra, de oorsprongsbenaming La Gomera D.O.

### El Hierro
Net als op de andere Canarische eilanden startte de wijnbouw op El Hierro in de 17e eeuw en beleefde de aftakeling die eeuwen daarna. Op het eiland is de bevolking aangewezen op hun eigen landbouw, waaronder wijnbouw. Mondjesmaat wordt er geëxporteerd.
El Hierro heeft in 1996 een D.O.-status toegewezen gekregen voor ongeveer de helft van de wijngaarden, de D.O. El Hierro.
Er zijn drie sub-zones:
- Valle de Golfo - Midden-westelijke kuststrook. Nabij La Frontera en Tigaday. Zo’n 80% van de wijngaarden ligt westelijker nabij Sabinosa.
- El Pinar - In het zuidoosten nabij El Pinar de El Hierro.
- Echedo - In het noorden nabij Valverde.

### Fuerteventura
Omdat Fuerteventura een kaal schraal en droog eiland is, is landbouw er minimaal. Het beetje wijnbouw dat er uitgeoefend wordt is weinig van belang. De wijnen zijn hooguit van het kwaliteitsniveau landwijn. Er worden wel activiteiten ontwikkeld om de plaatselijke wijnbouw met een beschermde oorsprongsbenaming op te bouwen.